# مادس گیلبرت
مادس فردریک گیلبرت (به نروژی: Mads Fredrik Gilbert) (زاده ۲ ژوئن ۱۹۴۷) یک پزشک، انسان‌دوست، کنشگر و سیاستمدار نروژی از حزب سرخ است.
گیلبرت طیف گسترده‌ای از تجربیات بین‌المللی را در زمینه‌های بشردوستانه، به ویژه در جاهایی که مسائل پزشکی و سیاسی با هم ادغام شده‌اند، دارد. از دهه ۱۹۷۰، او به‌طور فعال درگیر کار در مورد مسائل مردم فلسطین است و او چندین دوره از طرف کمیته کمک نروژ به عنوان پزشک در سرزمین‌های فلسطینی و لبنان خدمت کرده‌است. تلاش‌های وی در هدایت شهر ترومسو از سال ۲۰۰۱ به عنوان شهر خواهرخوانده غزه، باعث شده که ادعا شود این شهر بیش از هر شهر دیگری در جهان کارکنان بهداشتی را به فلسطین فرستاده‌است. کتاب او در مورد جنگ غزه به نام چشم‌ها بر روی غزه (۲۰۰۹)، به زبان‌های بسیاری ترجمه شده‌است. گیلبرت به دلیل فعالیت در غزه به عنوان «قهرمان» در رسانه‌های نروژ مورد ستایش قرار گرفته‌است و نخست‌وزیرهای نروژ، کوره ویلوک، ینس استولتنبرگ و ارنا سولبرگ، از کارهای بشردوستانه وی استقبال کردند. در ۶ مه ۲۰۱۳، شاه هارالد پنجم گیلبرت را به دلیل «خدمات گسترده وی به پزشکی اورژانسی» به عنوان فرمانده نشان سنت اولاو منصوب کرد. او همچنین در کیبوتص کارهای داوطلبانه انجام داده‌است.